# Yxa

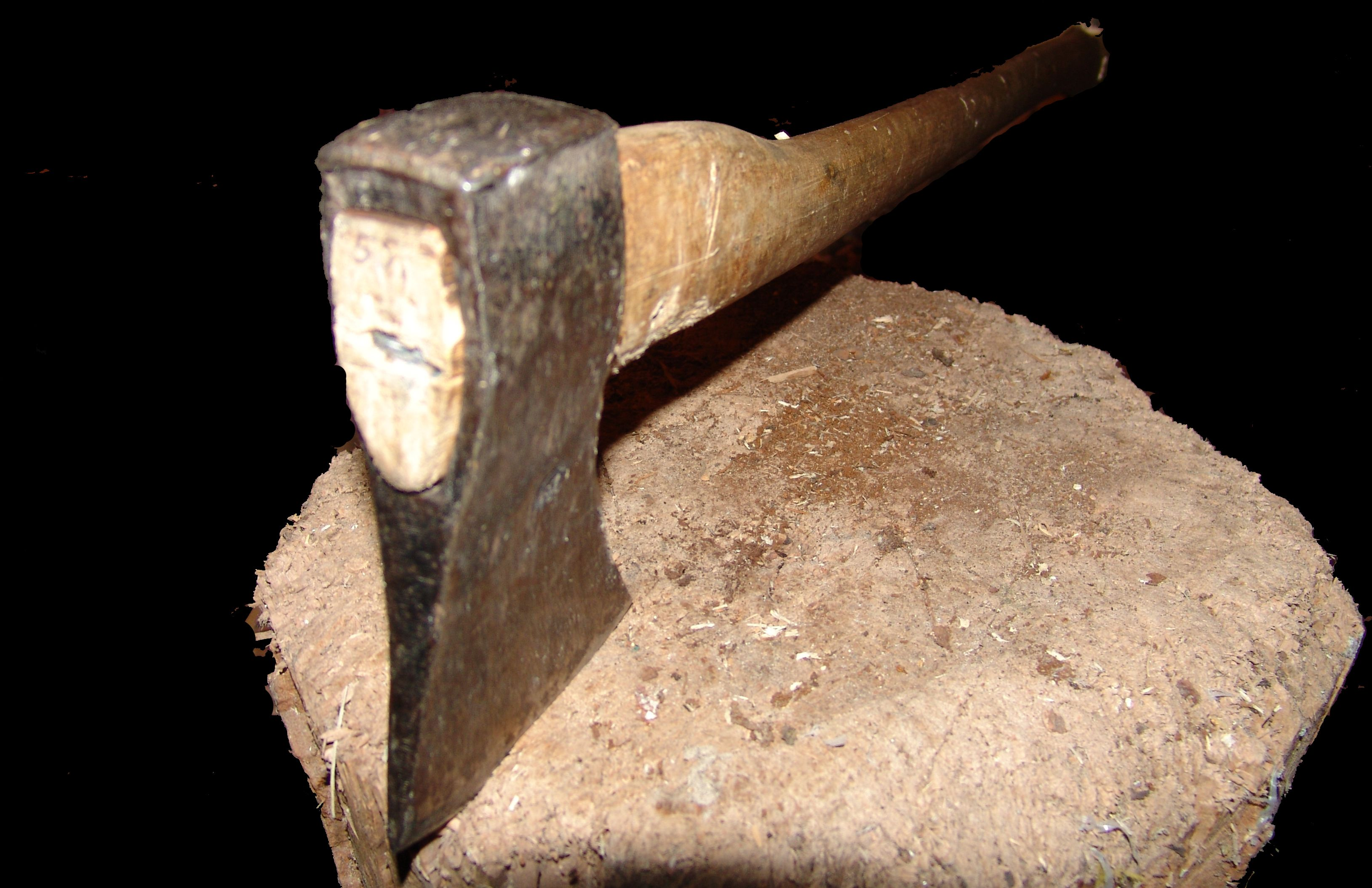
Yxa.

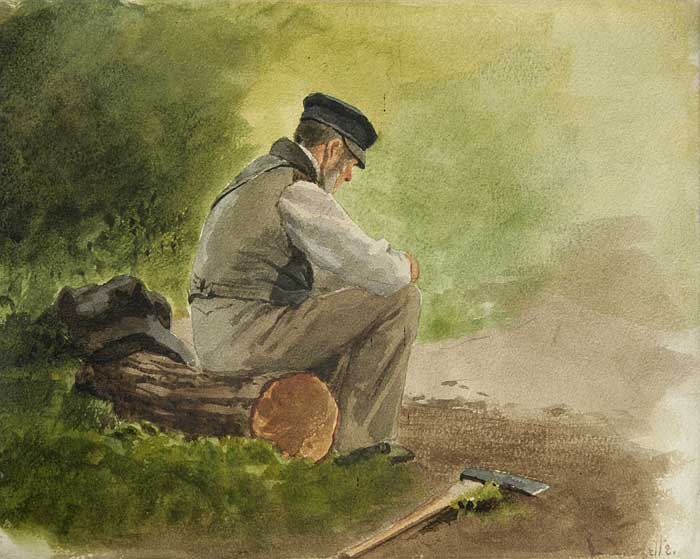
Louis Douzette

Yxa är ett grovt huggredskap som består av ett yxhuvud med en eller två eggar i metall eller sten och ett, ofta böjt, skaft. Yxan är ett av människans äldsta kända redskap har genom tiderna använts som verktyg inom skogs- och jordbruk, hantverk och slakt; och som vapen i krig och rättskipning samt som symbol och kultföremål.

## Historia
De äldsta yxorna, så kallade handyxor eller handkilar, saknade skaft och användes redan av homo ergaster för 1,6 miljoner år sedan. När yxan under stenåldern försågs med skaft utvecklades flera olika typer av yxor som kan delas in i två huvudgrupper: skafthålslösa yxor och skafthålsyxor. De skafthålslösa yxorna saknade, som namnet anger, skafthål och var i allmänhet bruksföremål tillverkade av flinta, grönsten eller skiffer, exempelvis kärnyxor. Skafthålsyxorna tillverkades av olika stenarter, dock inte flinta, och var snarare lyxvapen eller ceremoniella föremål. Exempel på sådana är de båtyxor som användes av stridsyxekulturerna i Europa cirka 3200-1800 f.Kr. I Skandinavien har man funnit kärnyxor i flinta från Mesolitikum från 8000-4000 f.Kr.
Under bronsåldern började stenyxorna trängas undan av yxor med huvuden tillverkade av koppar och brons. Till att börja med var dessa ofta rena avbildningar av stenyxor och det förekom även att bronsyxor kopierades i sten. Yxhuvuden i brons göts i formar och en yxmodell kunde därför kopieras och massproduceras. En typ av bronsåldersyxa var holkyxan, ett kilformigt yxhuvud utan skafthål, där skaftet fästes bak i huvudet i en holk. Under järnåldern efterbildades först de gamla yxtyperna, till exempel holkyxan, i järn men det nya materialets möjligheter gjorde att utseendet på yxorna gradvis förändrades. De skafthålslösa yxorna försvann och ersättes av yxor med hål för skaftet. Yxhuvudena blir allt större med bredare egg. I Skandinavien har man funnit yxor i koppar och brons från åtminstone tidig bronsålder (cirka 2000 f.Kr.), och järnyxor från ca. år 0 e.Kr.

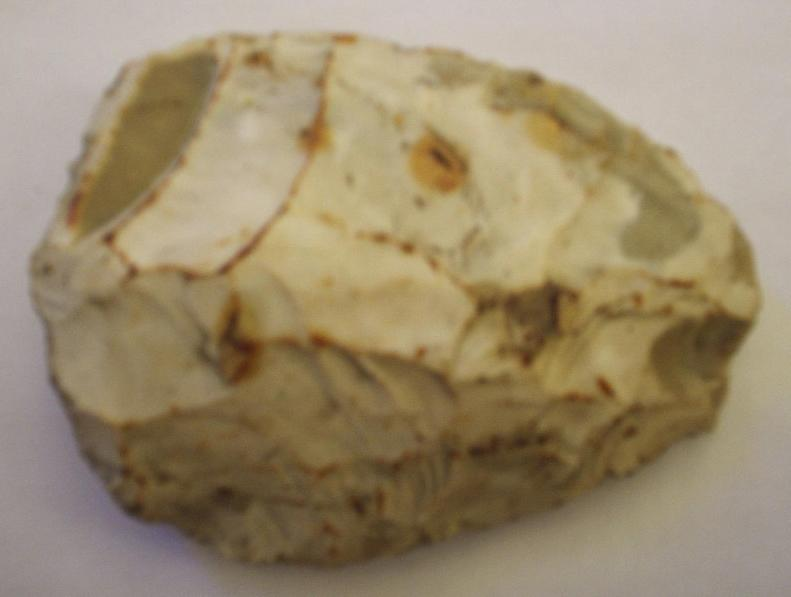
Handkil från paleolitikum, hittad i Yonne i Frankrike.
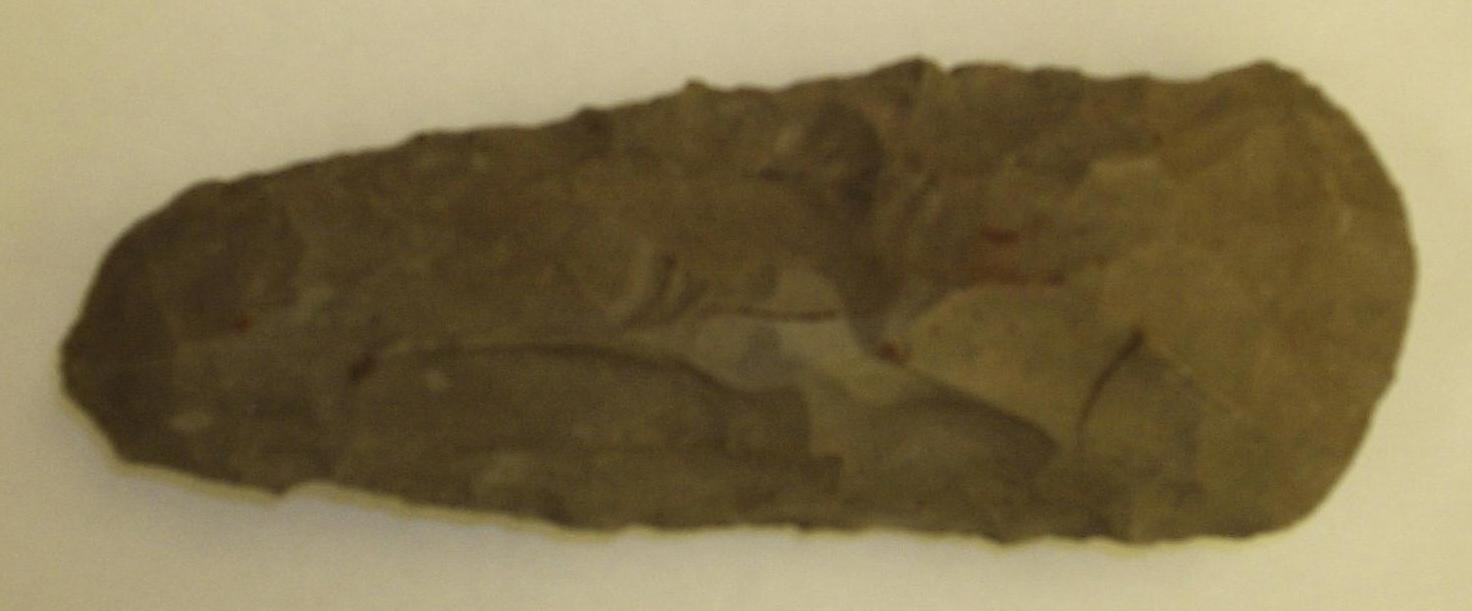
Mesolitisk yxa.
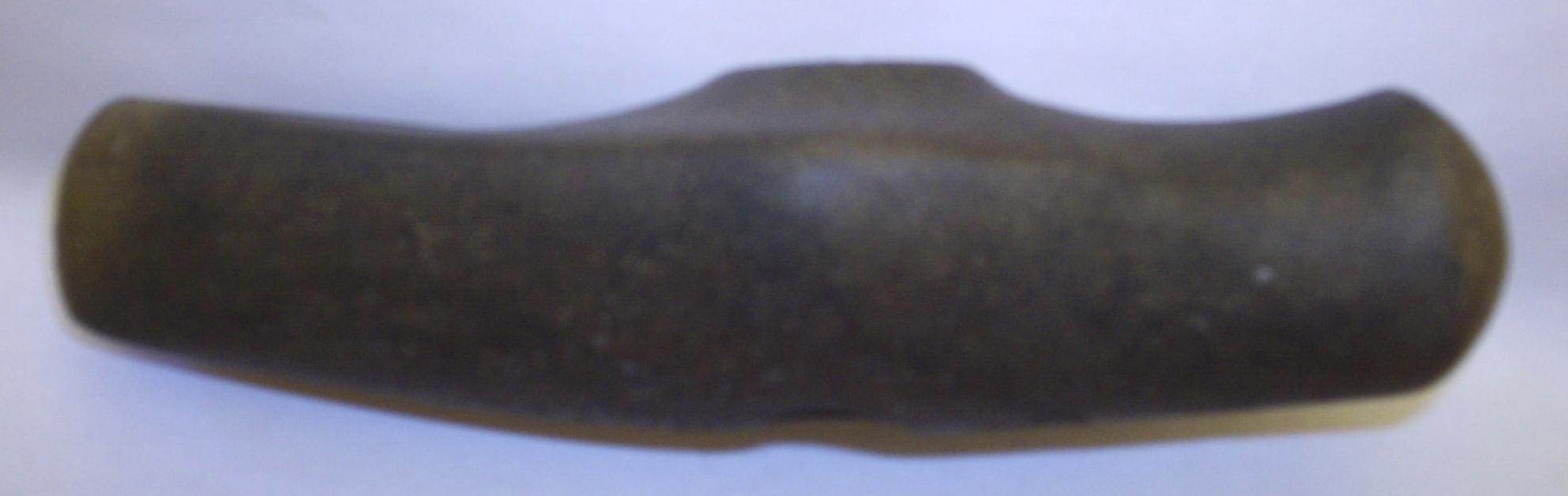
Båtyxa från Tutaryd socken i Småland, bild 1.
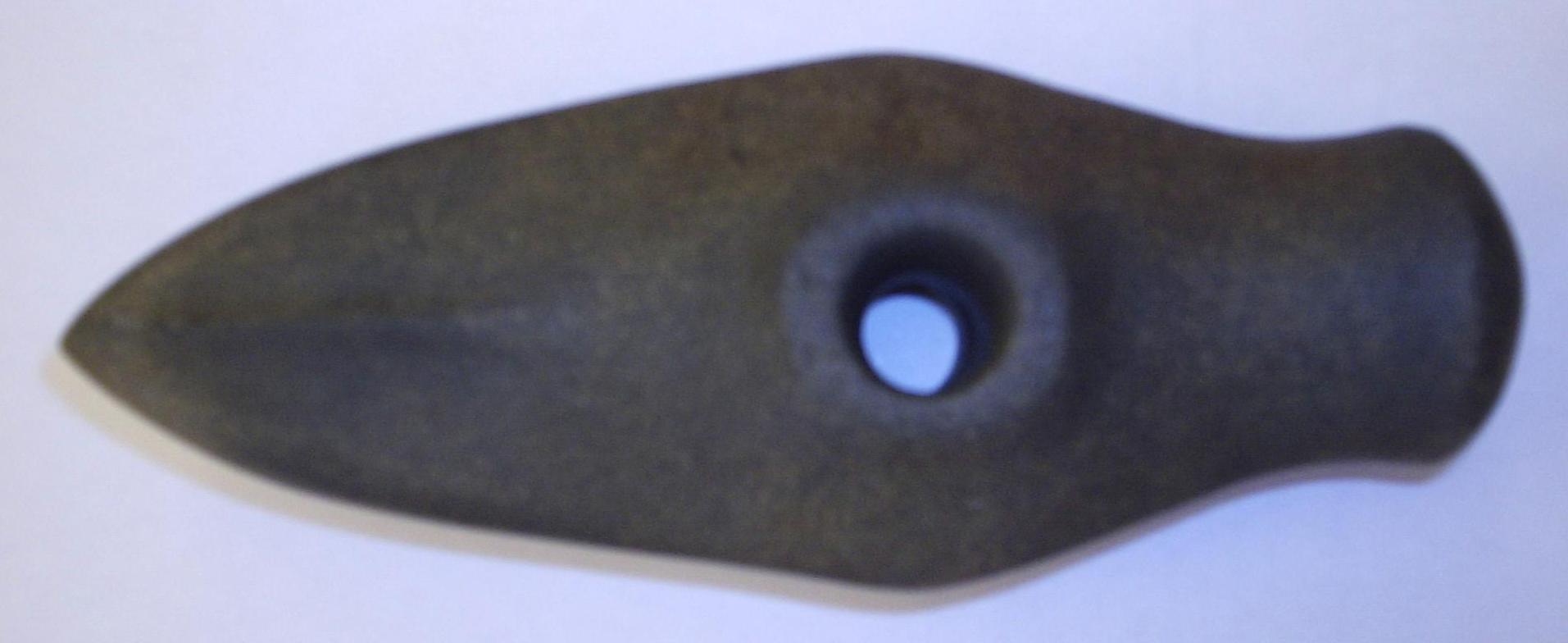
Samma yxa som bild 1, men sedd från annat håll, bild 2.
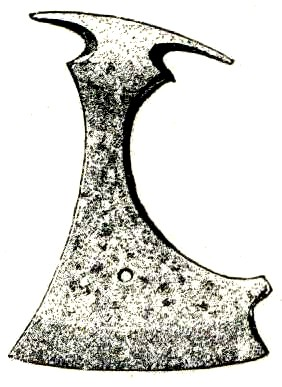
Teckning av en järnyxa hittad på Gotland.
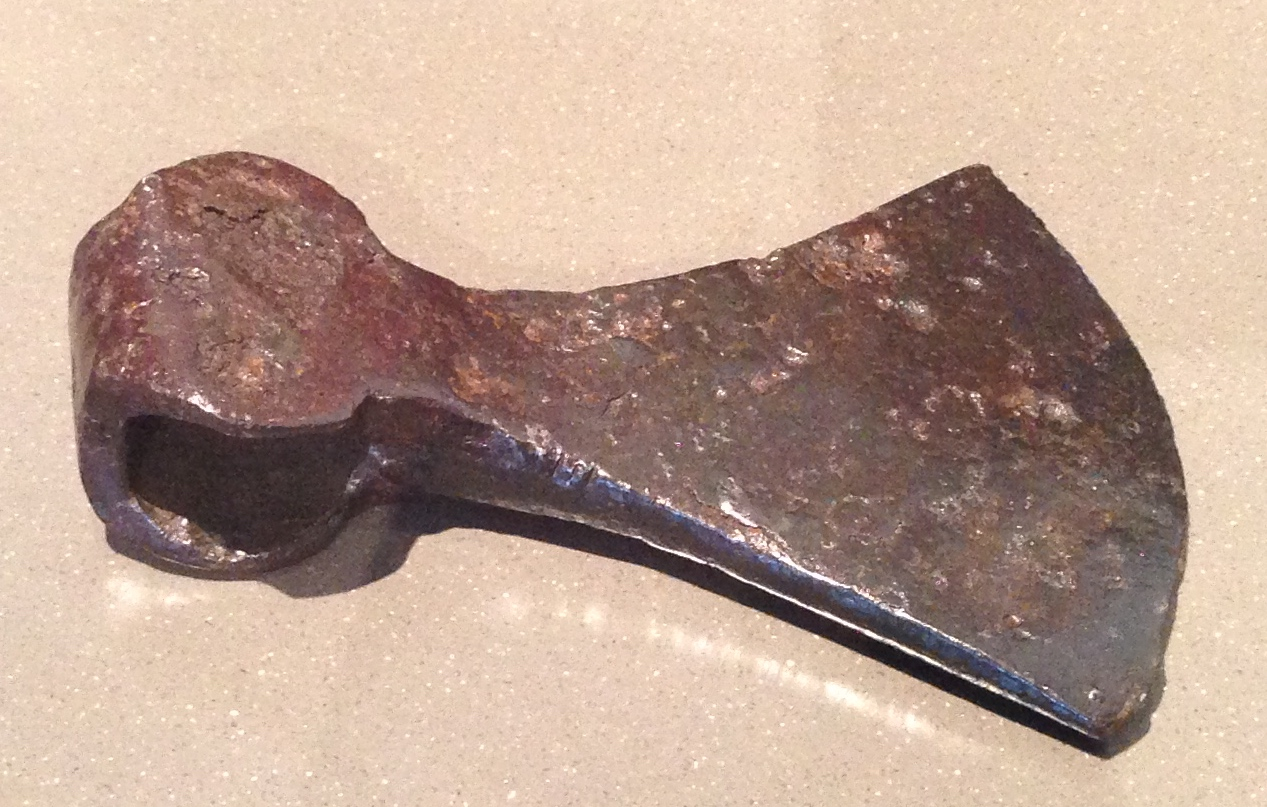
Vikingayxa från Lund. 800- / 900-talet.

## Yxans delar
Yxans två huvudsakliga delar är huvudet och skaftet. Yxhuvudet består i sin tur av flera delar:
- Eggen kallas den smala del som först träffar vid ett hugg. Ett yxhuvud kan ha två eggar, en på var sida, och kallas då dubbelyxa.
- Lägg eller blad kallas den del som utgör huvudet mellan skaftet och eggen.
- Skafthål eller öga kallas den hålighet i huvudet där skaftet sitter fast.
- Om yxan inte är dubbeleggad har huvudet ofta en flat sida som då kallas klack eller nacke.
- Vissa yxhuvuden har istället för klacken en klo eller kvark, en skåra som på en kofot eller hammare för att dra ut spikar och liknande.
- Vissa, huvudsakligen äldre yxhuvuden har en så kallad holk eller skaftholk, en rörliknande hålighet som används som fäste för skaftet.
- I bygdemål i Södermanland kallar man eggen häke [1]
  - Det hörn av eggen, som sitter närmast skaftet kallas åthäke
  - Det hörn som sitter längs ifrån skaftet kallas näsa

Skaftet är oftast tillverkat i trä och då främst i hårda träslag som ask, bok, alm, hickory eller björk. Moderna yxskaft kan även vara tillverkade i glasfiber och ibland metall. Yxskaft görs ofta lätt krökta i en S-form, vilket ger bättre ergonomi i det att handloven kan hållas i en vilsammare riktning. Slutet på skaftet har ofta en ansvällning, som gör att skaftet inte halkar ur handen så lätt.

## Tillverkning
Yxor av modernare typ importerades inledningsvis från USA. På 1870-talet startades yxtillverkning i Sverige. Idag tillverkas yxor i Sverige bland annat vid Gränsfors Bruk i Gränsfors och vid Hults Bruk (ingående i Hultaforsgruppen) i Åby.

## Typer av yxor
Som ett av människans äldsta redskap finns yxan i mängder av olika typer och utföranden, många av dessa med egna namn. Olika typer av yxor kan indelas efter utförande eller efter funktion.
Eggens utförande är en av de saker som särskiljer olika typer av yxor. Det vanligaste är att eggen ligger i rörelseplanet men det finns även tväreggade yxor eller tväryxor, där eggen är tvärställd. Exempel på sådana är bland annat skarvyxa eller ett annat namn däxel, tjäckel- eller skålyxor. Skillnaden på dessa är i sin tur att skarvyxan har en rak egg medan tjäckelyxan har en krökt (skålad) egg.

### Yxor som verktyg
Förutom de ovan nämnda tväreggade yxorna finns ett stort antal specialiserade yxor avsedda för olika typer av arbetsuppgifter. De yxor som idag är vanligast är huggyxan och handyxan. Huggyxan har ett relativt tungt, kilformat huvud och vanligtvis ett S-format skaft. Den är avsedd att hållas med två händer och används till att fälla träd, klyva ved och till enklare träbearbetning. Handyxan liknar huggyxan men är mindre och lättare och avsedd att användas med en hand.
Snickaryxa, även kallad täljyxa, är en specialyxa för snickar- och finare timmerarbeten. Den kännetecknas av
- rakt skaft, som man kan hålla i samma vinkel på alla avstånd till huvudet
- urholkat huvud, för att kunna fatta yxskaftet direkt bakom eggen
- mycket spetsig eggvinkel, i stort sett samma som på en kniv
- låg kilvinkel

En snickaryxa lämpar sig inte för grövre arbeten såsom trädfällning eller vedklyvning. Den spetsiga eggvinkeln tål inte det.
Bila är beteckningen på yxor med en lång egglinje där eggen är slipad endast från ena sidan (höger- eller vänsterbila). Bilan ger med sin långa egg en jämnare träbearbetning än de kilformade yxhuvudena hos till exempel huggyxan. Det finns i sin tur en mängd olika typer av bilor som slöjdbila och timmerbila. En makaber variant är skarprättarens bila, som behandlas under en egen rubrik nedan. En annan typ av bila var den skäggyxa som utvecklades i Norden under järnålder och vikingatid.

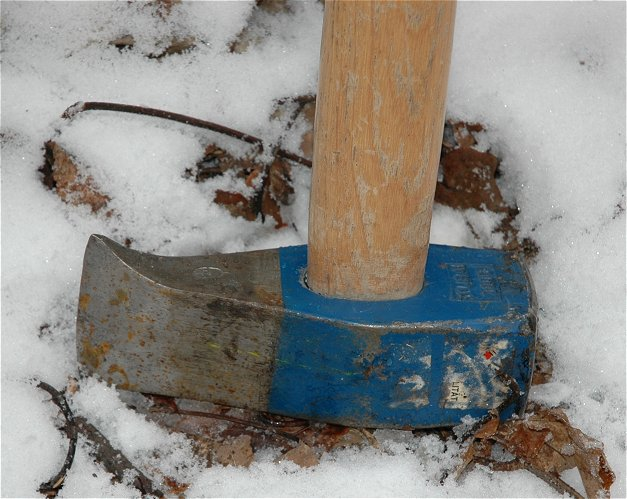
Klyvyxa.

Klyvyxan är en yxmodell särskilt anpassad för att klyva timmerstockar och ved. Den har ett helt kilformat huvud med stor kilvinkel, och som vanligtvis är tyngre än det på huggyxan. En typ av klyvyxa är släggyxan vars nacke är utformad som en slägga för att slå i kilar och därför har hårdhärdats. Vid användning av släggyxor kan det hända att fragment lossnar och kastas ut i vilken riktning som helst. Vid sådant arbete är skyddsglasögon viktiga för att hindra allvarliga ögonskador.
Andra yxors nacke är inte härdade och tål inte upprepade slag mot hårda ytor, utan spricker ofta.
Köttyxa kan avse antingen ett köks- eller ett slaktredskap:
- En köttyxa för köksarbete har en förhållandevis stor, närmast kvadratisk nacke, som är urfräst i två vinkelräta riktningar, så att ett stort antal trubbiga piggar bildats. Denna sida används för att mörbulta köttstycken före tillagning. Den skarpa sidan används för delning av större köttstycken till kotletter m m.
- En köttyxa för slakt är närmast att beteckna som en extremt bredbladig kniv, eftersom dess huvud är avsevärt smalare och lättare än det på en yxa avsedd för träbearbetning.

Isyxa är ett annat namn på ishacka, ett redskap som bland annat används vid bergsklättring.

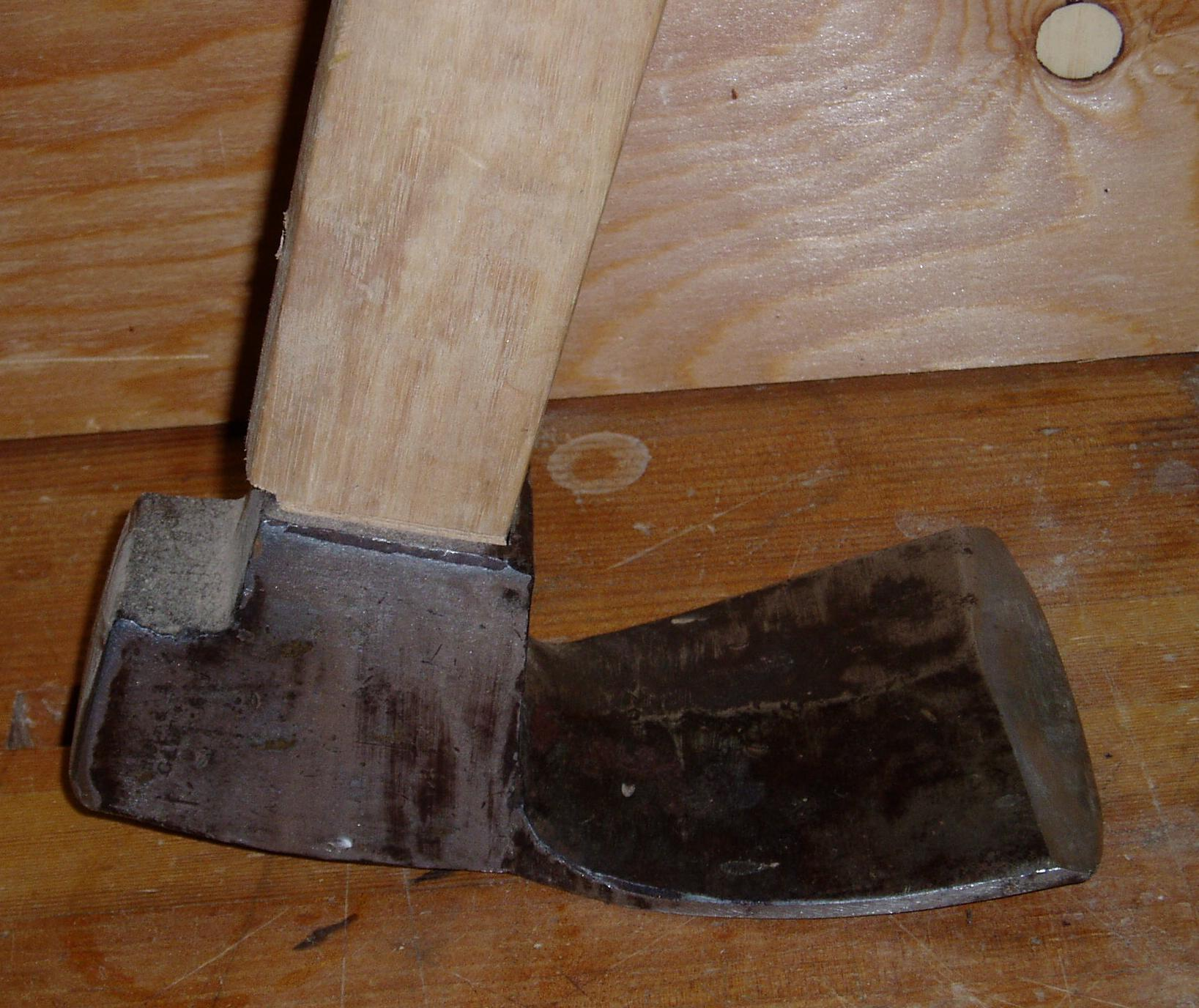
Skarvyxa.
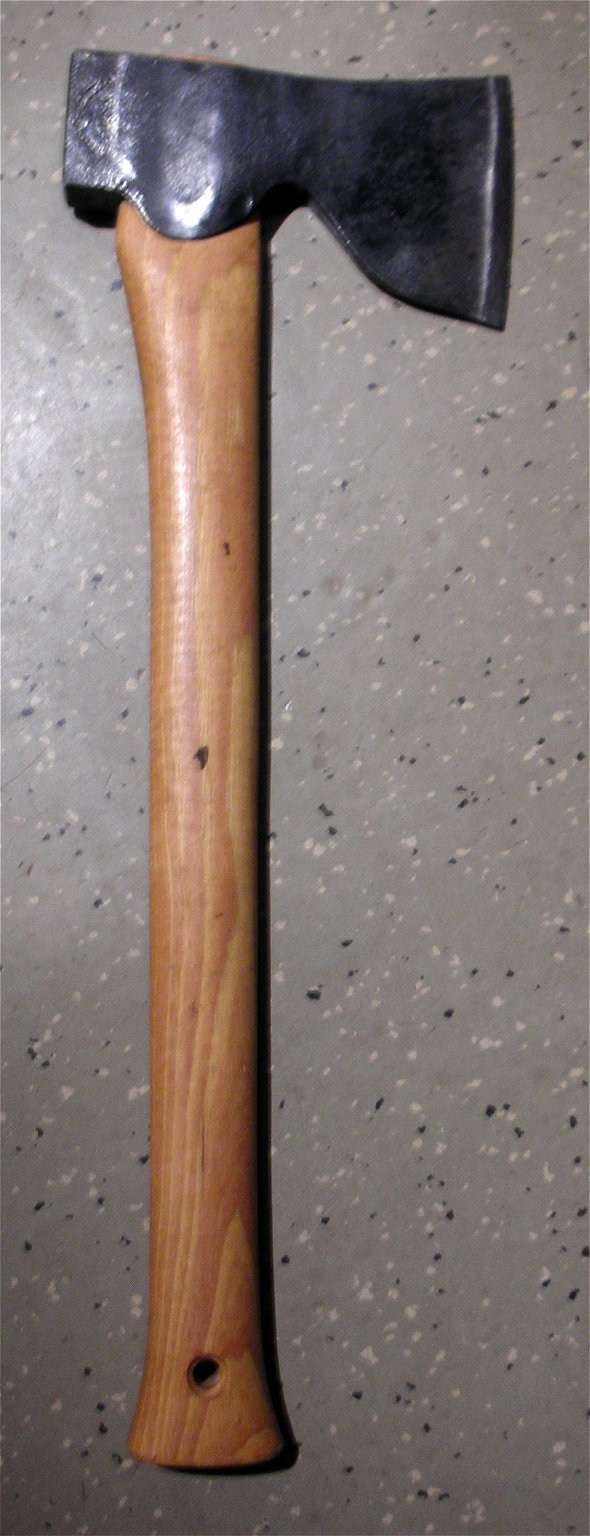
Snickaryxa. Lägg märke till förtjockningen vid skaftets ände.
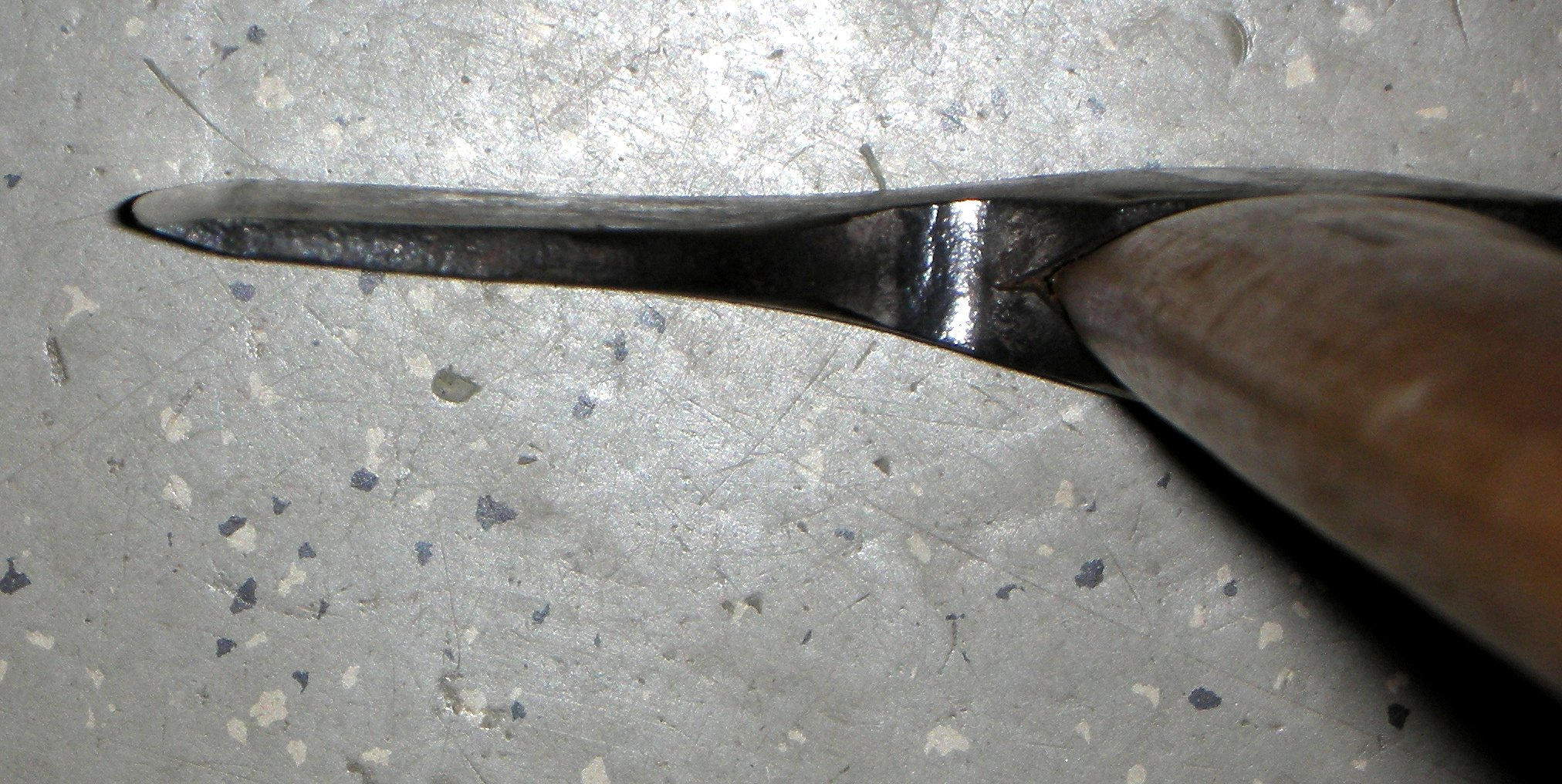
Eggvinkel hos en snickaryxa.

### Yxor som vapen
Yxan är tillsammans med stridsklubban och spjutet ett av människans äldsta närstridsvapen. De första yxor som användes som vapen var förmodligen samma yxor som användes som verktyg, då dessa fanns nära till hands. Så småningom började man utveckla särskilda yxor för att använda som vapen, även om "vanliga" yxor fortsatt att användas som vapen fram till våra dagar.
En yxa som framställts särskilt med avsikt att användas som vapen i strid kallas för stridsyxa. Sådana framställdes redan på sten- och bronsålder. I Europa förlorade yxan i popularitet i takt med att svärdet utvecklades, men fanns kvar som ett billigt och lättillgängligt vapen för vanligt folk som bönder vid bland annat uppror och för självförsvar mot stråtrövare. I Skandinavien fick stridsyxan en renässans under vikingatiden då det kom att bli något av ett modevapen. Nordiska smeder utvecklade vid den här tiden bredeggade yxor med tunna blad och långa skaft. Yxhuvudet gjordes avsiktligt lätt med sitt tunna blad.
En yxa avsedd att kastas som en projektil kallas för kastyxa. Idag förekommer yxkastning som idrott och hobby.

### Skarprättarens bila

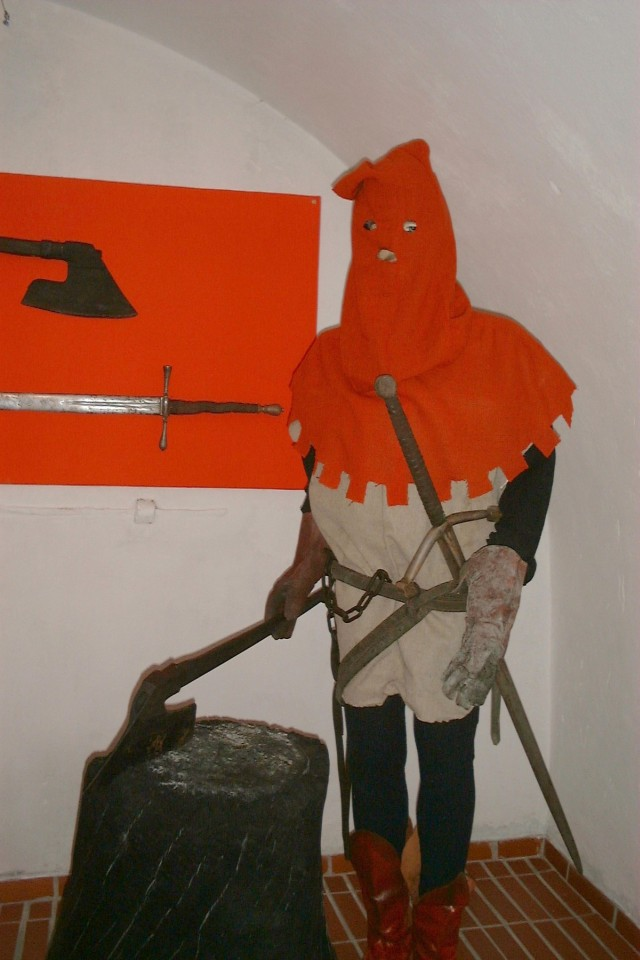
Bödel med bila.

Om de yxor som användes för att halshugga dödsdömda skall räknas till vapnen eller verktygen är en fråga om definitioner och de får därför en egen rubrik.
Bilan började i Europa gradvis ersätta svärdet som redskap vid halshuggningar under senare delen av medeltiden. I Sverige var halshuggning med bila en avrättningsmetod som användes under 1700- och 1800-talen. Den sista avrättning som genomfördes med halshuggning med bila i Sverige var den av mördaren John Filip Nordlund. Den utfördes av riksskarprättare Anders Gustaf Dahlman på Västerås länsfängelse den 10 december 1900. Därefter infördes giljotin för avrättningar. I bland annat Nazityskland fortsatte halshuggning med bila att användas in på 1940-talet.

### Yxan som symbol

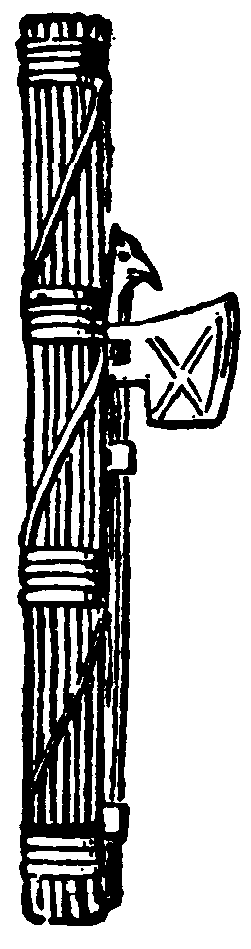
Fasces.

Yxan har alltigenom historien förutom sina praktiska användningsområden även haft en symbolisk betydelse. Som ett tidigt exempel har vi de ovan nämnda båtyxorna under stenåldern. Även i Kina, Inkariket och antikens Grekland förekom yxan som kultföremål. I det romerska riket bar liktorerna fasces , spöknippen med en dekorativ bila. Fasces symboliserade makten att bestraffa och finns idag bland annat i den svenska polisens emblem och i Frankrikes statsvapen. Mussolini antog fasces som symbol för sin rörelse, vilket gav den namnet fascism.
I Norden kom stridsyxan att bli en symbol för makt och värdighet under vikingatiden. Yxorna var vackert utsmyckade och var en viktig statussymbol. I Norge blev yxan ett av Olav den heliges attribut.
Inom det militära har yxan använts som symbol. Profossen, förr en underofficer med uppgift att hålla ordning och utföra bestraffningar, bar en symbolisk yxa i sin uniform. Sappörerna, militära timmermän, bar till parad en stor timmeryxa som symbol för sin uppgift. Denna lever bland annat kvar i Sveriges armé i ingenjörstruppernas emblem.

## Yxor i litteraturen
Yxor är vanliga vapen i fantasyvärlden. Där är det oftast dvärgar som har yxor, men även andra humanoider har yxor. Gimli, i Sagan om ringen, är en av de mest kända dvärgarna med yxa.